# 平本平学
平本 平学（ひらもと へいがく、文化7年（1810年） - 安政5年8月12日（1858年9月18日））は、日本の江戸時代末期（幕末）の武士（福井藩士）。旧姓は中根。諱は良戴（よしこと）。初名は作野右衛門。中根雪江の実弟。浅井八百里の従兄。和歌・国学にも通じた。

## 経歴
文化7年（1810年）、福井藩士中根衆階の子として生まれる。のちに母方の祖父の平本藤七郎に養子入りし、天保6年（1835年）2月11日、跡を継ぐ（知行350石）。福井藩第16代藩主に松平慶永が就任すると、兄の雪江や従弟の浅井八百里とともにこれを補佐し、藩政改革に参画する。嘉永5年（1852年）、平学と改名。
安政5年（1858年）8月12日、志半ばで病死。享年49。平本家は義弟の但見が継いだ。